# Yamaha XS 400
La Yamaha XS400 fue producida por Yamaha desde 1977 a 1982. La XS250, XS360 son variedades casi idénticas de la misma XS400.  Special, Special II, y Heritage denominaban "Adaptaciones de fábrica".

## Motor
La XS400 tenía un motor enfriado por aire de 2 cilindros a 4 tiempos, con árbol de levas en la cabeza al que se le conoce comúnmente como doble paralelo. Mientras que los cilindros están realmente en paralelo, están desfasados 180 grados en la rotación del cigüeñal. --este arreglo reduce la vibración lineal a costa de una mayor vibración en el eje--. El motor de 392 cc producía 36 bhp @ 8100 rpm.

## Características

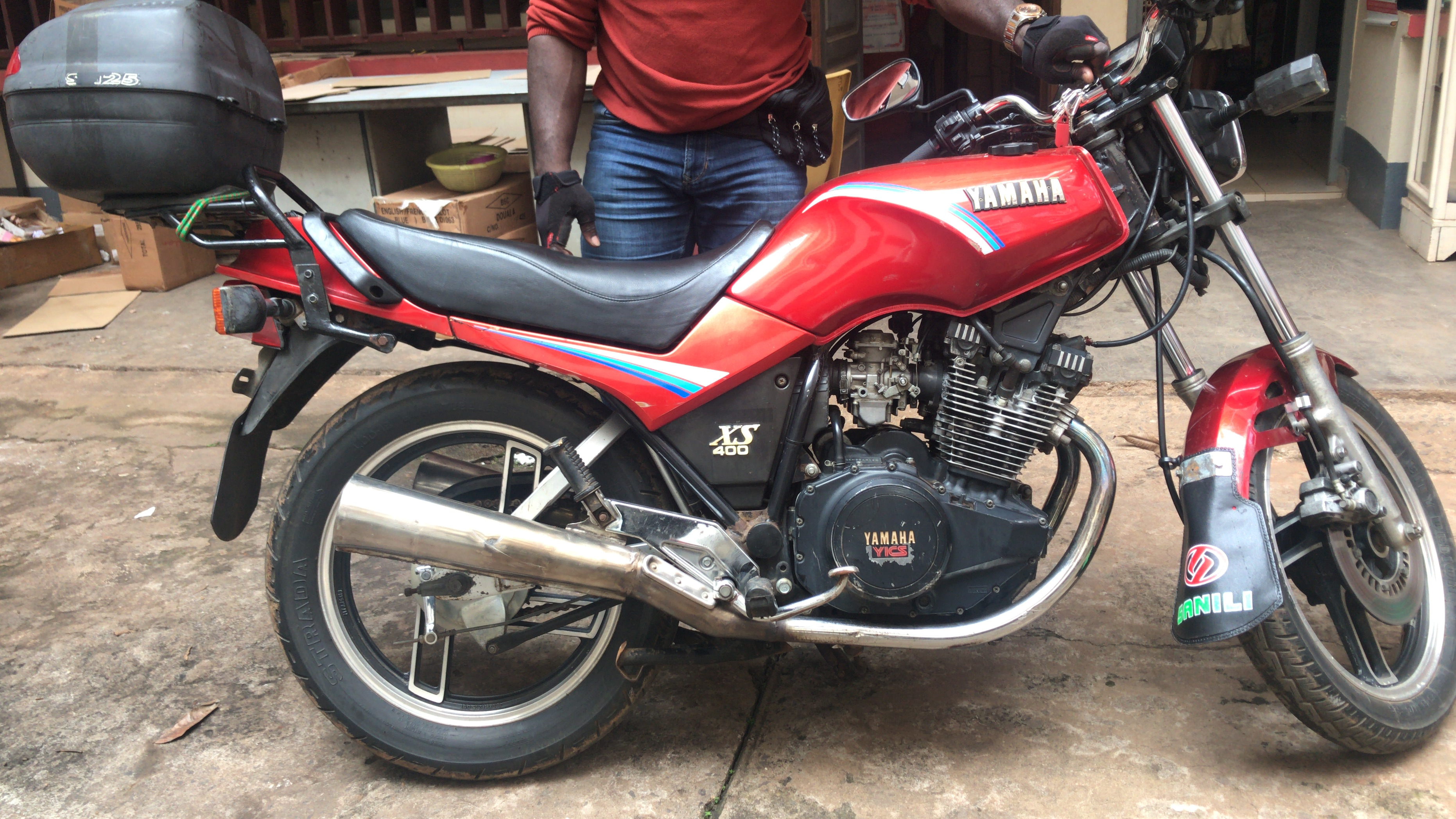
Yamaha XS400 en Camerún (2019).

La XS400 estaba equipada con transmisión de 6 velocidades, embrague húmedo de 6 discos, transmisión de cadena, tacómetro, intermitentes autocancelables, arranque eléctrico y de patada, amortiguadores ajustables, caballete central y ahogador automático. Los primeros modelos venían con llantas de radios y frenos de tambor, mientras que los últimos venían con llantas de aleación y frenos de disco. Los últimos modelos actualizaron su sistema de ignición de distribuidor mecánico con platino a encendido de estado sólido en los modelos más avanzados.
Como es costumbre, el número en el modelo indica el desplazamiento del motor. Aparte del desplazamiento las versiones de 250, 360 y 400cc eran casi idénticas. Existen también las de consumo económico XS250s, XS360s y XS400s que venían sin motor de arranque y sin intermitentes autocancelantes. Las versiones Special y Heritage tenían detalles especiales como cambios en el estilo y asientos de 2 niveles, escapes de campana y manijas movibles.
El peso aproximado es de 182kg (incluidos líquidos), con una capacidad de tanque de combustible de 17L.